# Karabin Arisaka Typ 97
Karabin Arisaka Typ 97 (Arisaka Meiji 97-Shiki) (jap. 九七式狙撃銃 kyūnana-shiki sogekijū) – japoński powtarzalny karabin wyborowy z okresu II wojny światowej powstały w 1937 jako modyfikacja karabinu piechoty Arisaka Typ 38. Oznaczenie Typ 97 pochodzi od faktu, że został on przyjęty w 1937, który był rokiem 2597 według japońskiego kalendarza koki, który opiera się na założeniu linii cesarskiej w 660 roku p.n.e..
W porównaniu z Typ 38, karabin snajperski Typ 97 miał nieco lżejszą kolbę, dłuższy i zagięty rygiel zamka, celownik optyczny o mocy 2,5x lub 4x przesunięty w lewo, żeby umożliwić ładowanie magazynka i pod lufą dodatkowe wzmocnienie na opcjonalny monopod. Karabiny były wyposażone w odpinany bagnet noszony w pochwie a zintegrowany magazynek pudełkowy mieścił 5 naboi. Karabin wszedł do służby w 1937. Karabin Typ 97 produkowany był w fabrykach broni w Kokurze (ok. 8000 karabinów w latach 1937-1939) i Nagoi (ok. 14 500 karabinów w latach 1938-1943).